# Sebile Akbulut
Sebile Akbulut (25 de marzo de 1996) es una deportista turca que compite en judo. Ganó una medalla de bronce en el Campeonato Europeo de Judo de 2022, en la categoría de +78 kg.

## Palmarés internacional
| Campeonato Europeo | Campeonato Europeo | Campeonato Europeo | Campeonato Europeo |
| Año                | Lugar              | Medalla            | Categoría          |
| ------------------ | ------------------ | ------------------ | ------------------ |
| 2022               | Sofía (Bulgaria)   | Medalla de bronce  | +78 kg             |